# Pikker (Zeitschrift)
Pikker (estn., zu Deutsch „Gewitter“ oder auch „Blitz“ oder „Donner“) war eine estnische Satirezeitschrift, die mit zum Teil erheblichen Unterbrechungen zwischen 1943 und 2001 erschien.

## Erscheinungsweise
Die ersten Ausgaben wurden während des Zweiten Weltkriegs in Moskau als Beilage der Zeitung Rahva Hääl gedruckt, als sich infolge der deutschen Besatzung von Estland ein Teil der estnischen Intellektuellen ins Exil begeben hatte. Nach dem Krieg wurden einige Ausgaben als Zeitschrift in Estland gedruckt (1945–1946), aber als reguläre Zeitschrift kam Pikker erst ab Juni 1957 heraus. Die Zeitschrift erschien zunächst einmal pro Monat, ab 1960 zweimal im Monat.
Nach der Wiedererlangung der estnischen Unabhängigkeit erschien die Zeitschrift zwischen 1992 und 1995 noch einmal monatlich, bevor sie eingestellt wurde. 2000/2001 erfolgte ein Wiederbelebungsversuch, der jedoch scheiterte.
Die Durchschnittsauflage betrug 60.000 Exemplare, aber in der Phase der Singenden Revolution stieg die Auflage auf 80.000 Exemplare (1989). Wie üblich für Satirezeitschriften in Gesellschaften mit Zensur – man vergleiche hierzu die Zeitschrift Eulenspiegel in der DDR – stieß auch Pikker immer wieder an die Grenze des Machbaren, so dass es gelegentlich zu Rückruf- und Einstampfungsaktionen kam, zuletzt noch im März 1989. 1979 musste der Chefredakteur Harri Lehiste nach einem strengen Verweis der Parteibonzen mit einem Herzinfarkt ins Krankenhaus eingeliefert werden.

## Inhalt
Die Zeitschrift erfüllte eine wichtige Funktion innerhalb der sowjetischen Gesellschaft, da man sich hier im Rahmen des Möglichen über gewissen Missstände auslassen konnte. In den 1950er- und 1960er-Jahren enthielt Pikker Scherze über Alltagsprobleme und Sozialsatiren, man „machte sich über Bürokraten, Hausverwaltungen, dumme und feige Vorgesetzte und tropfende Wasserhähne“ lustig. Außerdem bot sie angehenden Schriftstellerinnen und Schriftstellern Veröffentlichungsmöglichkeiten, so debütierte beispielsweise Andrus Kivirähk bereits 1984 als Schüler in Pikker.

## Chefredakteure
- Joosep Saat (1943–?)
- Harald Toomsalu (1957–1963)
- Edgar Spriit (1964)
- Raik Aarma (1965–1972)
- Harri Lehiste (1973–1984)
- Kaido Liiva (1984–1992)
- Vladislav Koržets (1992–1995)
- Jüri Paet (2000–2001)